# Светислав Пешич
Светислав Пешич (на сръбски: Светислав Пешић) е бивш сръбски и югославски професионален баскетболист и после треньор.
Пешич е сред най-успешните европейски баскетболни треньори, като с националния отбор на Югославия печели Световната купа по баскетбол през 2002 г. и Европейското първенство по баскетбол през 2001 г.
Начело на германския национален отбор печели Европейското първенство през 1993 г. С клубния си тим успява да спечели турнира на Евролигата през 2003 и 2007 година, както и Купа Корач през 1995 г.

## Кратка биография
Роден е на 28 август 1949 година в град Нови сад, АК Войводина, СР Сърбия, Югославия.
Състезател
Кариерата му на баскетболист започва в тима на БК „Раднички“ (Пирот), а по-късно преминава в отбора на „Партизан“ (Белград). Член е на тима на БК „Босна“, с който печели шампионата на Югославия и купата на страната през 1978 година. Става носител на Купата на европейските шампиони през 1979 г. Прекратява състезателната си кариера в началото на 1980-те години.
Треньор
Започва треньорска кариера в „Босна“ през 1982 г., където остава до 1986 г. През този период като треньор печели югославското първенство (1983) и Купата на Югославия (1984). От 1984 до 1987 г. е треньор на младежкия национален отбор на Югославия. Спечелва с отбора европейското (1985) и световното (1987) първенство по баскетбол за младежи.
От 1987 до 1993 г. е треньор на германския национален отбор, с който печели Европейското първенство (1993) в Германия. През 1993 г. става старши треньор на тима на БК „Алба“ (Берлин), какъвто остава до 2000 година. С отбора спечелва Купа „Корач“ през 1995 г., както и 4 поредни титли на Германия от 1997 до 2000 г.
През 2001 г. е назначен за треньор на националния отбор на Югославия, с който печели Европейското първенство (2001) в Турция и Световната купа (2002) в Индианаполис.
По-късно е треньор на германския БК „Кьолн“. Става треньор на БК „Барселона“, с който през сезон 2002/2003 печели шампионата и Купата на краля на Испания, както и турнира на Евролигата. През следващата година отново печели шампионата на Испания, но поради конфликт с член на управителния съвет напуска „Барселона“ и се премества в тима „Лотоматика“, Рим.
От 2011 до 2012 година е треньор на белградския отбор „Цървена звезда“, а от 2012 г. е начало на БК „Байрен“ (Мюнхен).